# Stefano Allasia
Stefano Allasia (Torino, 6 dicembre 1974) è un politico italiano.

## Biografia

### Attività politica
Il 4 aprile 2005 viene eletto in Consiglio regionale del Piemonte con la Lega Nord, nella quota proporzionale nella provincia di Torino, con 4510 preferenze: a 30 anni di età è il più giovane Consigliere del Piemonte di quella legislatura. Nel 2005 promuove la legge regionale sulla “piccola Editoria locale” che diventerà legge l'anno successivo.
Alle elezioni politiche del 2006 viene candidato alla Camera dei deputati, tra le liste della Lega Nord nella circoscrizione Piemonte 1, risultando eletto deputato e lasciando il Consiglio Regionale del Piemonte.
Dopo la caduta del secondo governo Prodi nel 2008, viene nuovamente eletto alla Camera contestualmente alla vittoria elettorale della coalizione formata da Lega Nord e PDL. Nel 2010 viene nominato Responsabile Amministrativo Nazionale del Piemonte.
Dopo le elezioni politiche del 2013, a seguito delle dimissioni di Roberto Cota, Presidente del Piemonte, da deputato, subentra alla Camera. Non è ricandidato in parlamento alle elezioni politiche del 2018.
Alle elezioni regionali in Piemonte del 2019 viene eletto consigliere regionale con Lega, in provincia di Torino, ottenendo 4.100 voti di preferenza. Il 1º luglio 2019 viene eletto nuovo Presidente del Consiglio regionale del Piemonte.